# Saweuk
Saweuk is een bestuurslaag in het regentschap Aceh Utara van de provincie Atjeh, Indonesië. Saweuk telt 168 inwoners (volkstelling 2010).